# Annie Royle Taylor
Hannah Royle Taylor (Egremont 7 oktober 1855 - Kensington 9 september 1922), bekend als Annie Royle Taylor, was een Engelse ontdekkingsreiziger en evangelische zendeling in China. Ze was de eerste westerse vrouw waarvan bekend was dat ze Tibet heeft bezocht. In 1892-1893 probeerde ze de 'verboden stad' Lhasa te bereiken.

## Vroege leven
Ze was de dochter van John Taylor, een van de managers van de Black Ball line, een trans-Atlantische lijndienst van pakketschepen. Op 13-jarige leeftijd bekeerde ze zich tot het evangelisch christendom en besloot tegen de wens van haar ouders in, zendeling te worden. Na haar studie medicijnen en werk in de sloppenwijken van Londen en Brighton, sloot ze zich aan bij de China Inland Mission (Ze had geen familierelatie tot de oprichter Hudson Taylor). In 1884 voer ze naar Shanghai en werd in 1886 gestationeerd in Lanzhou, aan de grens met Tibet. Vanwege haar slechte gezondheid werd ze in 1888 teruggeroepen uit Lanzhou, waarna ze in Australië herstelde en het besluit nam in Tibet te gaan evangeliseren.
Ze omschreef zichzelf als een lastig kind met een slechte gezondheid. Ze was een 'lone wolf', en zo slecht in staat tot een harmonieuze relatie met haar collega's, dat ze op de nominatie stond teruggestuurd te worden naar Groot-Brittannië of haar eigen grenzen moest verleggen. Hudson Taylor schreef in 1890 dat ze "het erg moeilijk had". Vanwege haar vader's rijkdom, kon ze zich veroorloven onafhankelijk te zijn en had ze geen financiële steun van de China Inland Mission nodig.

## Expeditie naar Tibet
In 1889 reisde Taylor naar Darjeeling in India, en daarna naar Sikkim, om Tibetaans in een boeddhistisch klooster te studeren. Daar bekeerde ze Pontso, een jonge Tibetaan van ongeveer 19 jaar oud, tot het christendom. Hij zou haar later vergezellen op haar expeditie naar Tibet.
In maart 1891 verliet ze samen met Pontso de stad Sikkim en reisde door naar China, om van daaruit naar Tianshui te reizen, waar ze een zendingspost stichtte. Tianshui was een uitvalsbasis voor de handel met Tibet. Op 2 september 1892 verlieten Taylor en Pontso de plaats Tianshui, voorzien van drie Chinese dragers (één stierf onderweg en een ander verliet de groep kort daarna), zestien paarden, en voedsel en een uitrusting voor twee maanden, met het doel Lhasa, de hoofdstad van Tibet, te bereiken. Deze stad was gesloten voor buitenlanders. Taylor schoor haar haar en droeg Tibetaanse kleding om zich als Tibetaanse te vermommen. Ze trokken in zuidwestelijke richting, passeerden land dat aan de Mongolen en Gologse nomaden toebehoorde, verloren een aantal van hun paarden aan bandieten en brachten twee maanden door zonder dat ze zelfs een huis zagen. Op 11 november arriveerden ze in Jyekundo (Gyegu), het centrum van de theehandel tussen China en Tibet, maar ze lieten de stad links liggen uit vrees dat ze door de autoriteiten zouden worden aangehouden. Vanuit Gyegu volgden ze een bekende karavaanroute naar Lhasa.
Tegen die tijd was de kleine karavaan verscheurd door onenigheid omdat Taylor vreesde dat Noga, haar ingehuurde moslimgids, haar zou verraden of zelfs vermoorden. De transcribent van Taylors dagboek, die haar goed kende, stelt dat Noga zichzelf niet als een ondergeschikte zag, maar eerder als gelijke en dat de verdeeldheid weleens te wijten kon zijn aan een misverstand over de hiërarchie in de relatie. Tot Taylors grote opluchting vertrok Noga op 14 december.
Op 3 januari 1893, verkleumd, de meest paarden dood of gestolen, en zonder eten — maar op slechts drie dagen lopen van lhasa — werden Taylor, Pontsu en een nieuwe drager, door de Tibetaanse autoriteiten net buiten de stad Nagchu aangehouden. Na enkele dagen van moeizame onderhandelingen werd Taylor verteld dat ze via de kortste route naar China moest terugkeren. Ze eiste van de Tibetanen voedsel en paarden, klaagde over de kwaliteit van beiden en verhandelde haar horloge voor een tent. Op 19 januari vertrok ze met haar twee metgezellen uit de stad Nagchu, richting Jyekundo, waarbij ze begeleid werden door een tienkoppige escorte. De soldaten lieten hen al snel achter in gezelschap van handelaren. Ze reisden verder onder bittere kou en bereikten Jyekundo op 21 februari. Vanuit Jyekundo organiseerde Taylor de voortzetting van haar reis om in gezelschap van Chinese handelaren via de theeroute naar Kangding (Tachienlu) te gaan, waarbij ze Tibetanen betaalde voor het transport van hun weinig overgebleven bezittingen.
Op 12 april 1893 arriveerden zij en Pontso, haar enig overgebleven metgezel, in Kangding. Met de hulp van Franse zendelingen ter plaatse, vertrok ze twee dagen later richting Chinese kust om naar Engeland terug te keren.

## Latere leven

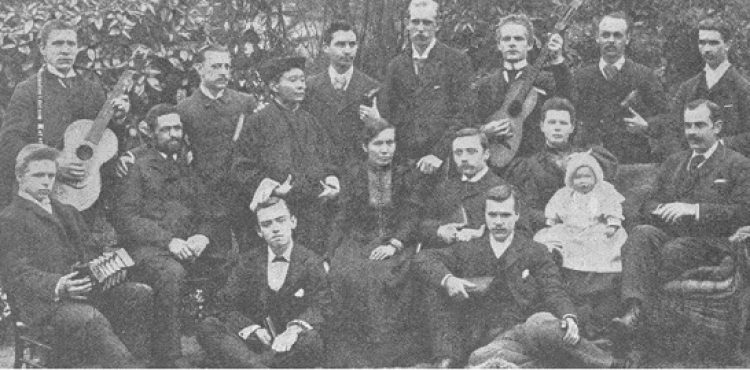
Tibetan Pioneer Mission

Taylor werd een kleine beroemdheid in Engeland. Ze richtte de organisatie 'Tibetan Pioneer Mission' op en ze rekruteerde 14 mensen om met haar naar Sikkim te reizen om er Tibetaans te studeren en aan de grens van Tibet te evangeliseren. Binnen een jaar was de zendingsorganisatie, die nog maar in de kinderschoenen stond, één grote puinhoop. De verse zendelingen verwierpen haar leiderschap en riepen de hulp in van de China Inland Mission. Na het falen van de Tibetan Pioneer Mission bleef Taylor in Sikkim achter. In 1904 sloot ze zich als verpleegster aan bij de Younghusband-expeditie naar Tibet.
Taylor keerde in 1907 terug naar Londen, waar ze op 9 september 1922 stierf. Ze werd op 13 september 1922 begraven op de begraafplaats West Norwood.